# Укрзахідпроектреставрація

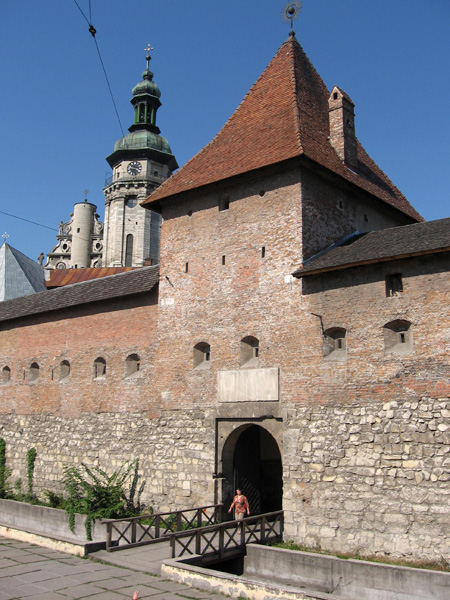
Глинянська брама

Укрзахідпроектреставрація — державне підприємство Український регіональний спеціалізований науково-реставраційний інститут «Укрзахідпроектреставрація».
Було опрацьовано проекти реставрації для сотень пам'яток архітектури, зокрема завдяки вчасній консервації врятовано близько ста[джерело?] дерев'яних церков. Церква Пантелеймона (Галич), Манявський скит, Костел Івана Хрестителя (Львів), Свято-Троїцька церква (Драбівці), Збаразький районний краєзнавчий музей, Костьол Благовіщення (Більшівці), Язлівецький замок, Скалатський замок, П'ятничанська вежа та багато інших пам'яток культури сьогодні тішать око завдяки реставраційно-дослідницькій праці академіка Івана Могитича.
«Укрзахідпроектреставрація» працює на території дев'яти областей України. 40 % роботи поширюється на Київ. Одним з основних завдань інституту є підбір шедеврів народної архітектури з метою винесення їх на облік ЮНЕСКО. У Львові «Укрзахідпроектреставрація» знаходиться у Глинянській брамі і мурах монастиря Бернардинів.
Іван Могитич очолював «Укрзахідпроектреставрацію» від 1979 року (під актуальною назвою — від 1991 року).
Державне підприємство " Інститут «Укрзахідпроектреставрація» бере свій початок зі створення у 1957 році науково-дослідного і проектного сектора Республіканських спеціальних науково-реставраційних виробничих майстерень (СНРВМ) у Львові, який очолював Ігор Старосольський. У 1970 році при майстерні створено окремий науково-дослідний проектний відділ, який з часом увійшов, під назвою Львівська комплексна архітектурно-реставраційна майстерня (ЛКАРМ) до складу створеного у 1980 році Українського спеціального науково-реставраційного проектного інституту «Укрпроектреставрація». На базі ЛКАРМ у 1988 році створено Львівську філію інституту «Укрпроектреставрація», яка у 1991 році реорганізована в Український реґіональний спеціалізований науково-реставраційний інститут «Укрзахідпроектреставрація» очолюваний Народним архітектором України Іваном Могитичем.
Величезний доробок у науковому вивченні та збереженні пам'яток національної спадщини створений гроном архітекторів і художників-реставраторів, істориків мистецтва та архітектури, урбаністів і конструкторів Інституту. Серед них — члени ICOMOS, лауреати державних премій, кандидати наук.
Лауреати Державної премії України в галузі архітектури:
1995 рік
Кіндзельский Богдан Яославович, Дубик Юрій Ярославович, Скрентович Ярослав Юрійович, Юрченко Сергій Борисович — архітектори, за реставрацію сакральної архітектури XIV—XIX століть по Тернопільській області.
1996 рік
Алінаускене Людмила Леонідовна, Швець Володимир Ярославович — архітектори;
Михалина Тимофій Семенович, Польовий Петро Михайлович — реставратори, за реставрацію пам'ятки архітектури XIII століття  — храму св. Івана Хрестителя у місті Львові.
1997 рік
Цимбалюк Семен Веніамінович, Баран Богдан Васильович, Храпаль Світлана Олексіївна — архітектори;
Римар Ярослав Васильович — інженер, за реставрацію та реконструкцію пам'ятки архітектури XVII—XVIII століть — монастиря -новіціату Св. Миколая чину Святого Василя Великого в селі Крехів Львівського району Львівської області.
2007 рік
Могитич Іван Романович (посмертно), Гайда Микола Павлович, Горницька Лідія Орестівна, Накопало Володимир Йосифович, Поліщук Андрій Сергійович — архітектори;
Бліхарський Зіновій Ярославович, Стонжка Євген Маріанович — інженери-будівельники, за реставрацію та пристосування пам'ятки архітектури XIV—XVIII століть — житлового будинку № 2 на площі Ринок у місті Львові.
Інститут «Укрзахідпроектреставрація» виконує роль регіонального центру з питань науково-проектних робіт. Фахівці проводять повний комплекс пошукових, науково-дослідних, фіксаційних, реставраційних та реґенераційних робіт, пов'язаних з об'єктами національного культурного надбання та історичного середовища на території Західного регіону та вибірково в інших областях України. Інститут сприяє збереженню української національної культурної спадщини у прилеглих до регіону державах: Білорусі, Польщі, Румунії, Словаччині, Угорщині.
За роки діяльности інститут провів комплексні наукові дослідження та розробив проекти реставрації багатьох пам'яток, зокрема:
- ансамблів споруд замків: в Олеську, Бережанах, Язлівці, Бучачі, Збаражі, Теребовлі, Кам'янці-Подільському, Корці, Острозі, Дубні, Луцьку, Володимирі, Свіржі, П'ятничанах, Золочеві, Підгірцях, Жовкві, Пневі, Ужгороді, Середньому, Невицькому, Мукачеві, Меджибожі та ін.;
- монастирських комплексів у Львові, Ужгороді, Більшівцях, Бучачі, Кам'янці-Подільському, Крехові, Маняві, Межирічі, Мукачеві та ін.;
- мурованих сакральних споруд: церков в Горянах, Бродах, Збручанському, Сокалі, Нижанковичах, Золочеві та інш.; костелів у Львові, Дрогобичі, Липівці, Кременці, Микулинцях, Тернополі, Кам'янці-Подільському, Заліщиках, Бучачі; синагог в Бродах, Острозі, Жовкві, Сатанові, Дубно, Ужгороді, та ін.;
- резиденцій та об'єктів ландшафтної архітектури у Львові, Підгірцях, Млинові, Мурованих Курилівцях, Виноградові, Тульчині, Самчиках та ін.

В інституті опрацьовано:
- понад 60 історико-архітектурних опорних планів міст, серед яких Львів, Тернопіль, Чернівці, Бережани, Володимир, Дрогобич, Кременець, Мукачево, Самбір, Підгайці, Стрий, Дубно та ін.;
- генеральні плани розвитку Державних історико-культурних та історико-архітектурних заповідників: Збараж, Луцьк, Кременець, Бережани, Галич, Володимир.
- проекти скансенів (Музеїв народної архітектури) у Львові, Ужгороді, Луцьку, Чернівцях, Крилосі, на острові Хортиця;
- понад 250 проектів реставрації дерев'яних церков на всій території України, серед яких такі унікальні, як церкви Св. Юрія та Воздвиження Чесного Хреста в Дрогобичі, церкви в Потеличі, Дернові, Жовкві, Буську, Белзі, Колодному, Новоселиці, Ворохті, Коломиї, Копичинцях, Скориках, Висічці, Драбівцях, Фастові, Пустовійтівці та ін.;

В Інституті створено Відділ реставрації живопису та Відділ пам'яткознавства, які виконали реставрацію іконопису та стінопису у багатьох пам'ятках, зокрема Волі Деревлянській, Волі Висоцькій, Горянах, Олександрівці, Лаврові, Лужанах, Сихові. Для Національного Заповідника "Херсонес Таврійський" реставратори інституту виконали реставрацію фресок із античного склепу ІІ-ІІІ ст. н. е., проект реставрації античної галькової мозаїки. Мистецтвознавці та фахівці відділу розробили програми відтворення іконостасів і стінопису відроджених святинь Києва: Михайлівського Золотоверхого собору, Успенського Печерського монастиря, Церкви Різдва Христового на Подолі у Києві та виконали ікони для їхніх іконостасів.
Впродовж останніх років фахівці інституту «Укрзахідпроектреставрація» беруть активну участь у розробці заходів з адаптації та реконструкції  відреставрованих пам'яток; історико−містобудівної дозвільної документації та проектів реґенерації середовища історичних міст і містечок, нових церков та нових будівель в історичній частині міста.
Комплексні дослідження суттєво доповнили історію багатьох міст, ансамблів та окремих пам'яток, їх розпланувальні, стилістичні, структурні та конструктивні особливості, стали основою для ряду наукових публікацій, а навіть кардинальних змін поглядів, усталених в науці про джерела та напрямки розвитку української культурної спадщини та поцінування окремих пам'яток у системі вселюдської матеріальної та духовної культури.
Мистецтвознавцями та істориками архітектури інституту опрацьовано велику частину матеріалів до «Зведення пам'яток України». Фахівці інституту є авторами багатьох наукових публікацій, присвячених питанням вивчення та охорони пам'яток історії, архітектури та мистецтва.
Від 1993 року інститутом видається щорічний «Вісник», у якому висвітлюються питання вивчення, охорони та реставрації пам'яток архітектури і мистецтва, ведеться хроніка діяльності інституту. Видання затверджене ВАК України як науково-фахове для спеціальності архітектура. На сьогодні вийшло з друку 16 чисел «Вісника».

## Вісник інституту «Укрзахідпроектреставрація»
1993 року Іван Могитич заснував збірник наукових праць Інституту, який спочатку редагував спільно з Василем Слободяном, 2003 року до складу редколегії долучилася Оксана Бойко. «Вісник Інституту Укрзахідпроектреставрація» увійшов до переліку наукових фахових видань України в галузі архітектури. На його сторінки лягли праці, присвячені архітектурній і мистецькій спадщині України — її вивченню, проблемам збереження та реставрації. Серед авторів Вісника — відомі науковці — архітектори, історики, мистецтвознавці та реставратори: Володимир Вуйцик, Іван Могитич, Кость Присяжний, Роман Могитич, Василь Слободян, Сергій Кравцов, Ігор Сьомочкін, Микола Бевз, Олег Рибчинський, Оксана Бойко, Тетяна Казанцева, Оля і Ігор Оконченки, Юрій Дубик та инші. Більшість з них є (чи були) працівниками інституту Укрзахідпроектреставрація. Збірник став одним з найповажніших в Україні реставраційних історично-архітектурних часописів. Окремі числа збірника видані тематичними: Ч. 4 — «Традиційна архітектурна спадщина: стратегія охорони та реставрація»; Ч. 9 — «Синагоги України»; Ч. 14 — Праці Володимира Вуйцика.

### Члени редколегії
- Бевз Микола Валентинович — професор, доктор архітектури, завідувач катедри РРАК Інституту архітектури ЛП.
- Боднар Олег Ярославович — доктор мистецтвознавства, архітектор, дизайнер, проектант, науковець, педагог.
- Бойко Оксана Григорівна — кандидат архітектури.
- Дьомін Микола Мефодійович — доктор архітектури.
- Кравцов Сергій Рувимович — доктор архітектури (Ізраїль).
- Могитич Роман Іванович — кандидат архітектури.
- Проскуряков Віктор Іванович — доктор архітектури.
- Слободян Василь Михайлович — канд. іст. наук.
- Сьомочкін Ігор Володимирович.

### Перелік вісників
- Число 1. — Львів, 1993. — 82 с.
- Число 2. — Львів, 1994. — 100 с.
- Число 3. — Львів, 1995. — 102 с.
- Число 4. — Львів, 1996. — 156 с. Спеціальний випуск. Матеріали конференції «Традиційна архітектурна спадщина: стратегія охорони та реставрація»
- Число 5. — Львів, 1996. — 152 с. — ISBN 5-7707-9955-2.
- Число 6. — Львів, 1997. — 160 с. — ISBN 966-95066-0-3.
- Число 7. — Львів, 1997. — 46 с. Спеціальний випуск. 50-річчя Корпорації «Укрреставрація». Міжнародна науково-практична конференція «Реставрація і сучасність», Київ, 22—26 травня 1996 р. — ISBN 966-95066-1-1.
- Число 8. — Львів, 1997. — 144 с. — ISBN 966-95066-2-1.
- Число 9. — Львів, 1998—180 с. Спеціальний випуск. Синагоги України (монографічне дослідження).
- Число 10. — Львів, 1999. — 168 с. — ISBN 966-95066-3-8.
- Число 11. — Львів, 2000. — 168 с. — ISBN 966-95066-4-8.
- Число 12. — Львів, 2002. — ISBN 966-95066-4-9.
- Число 13. — Львів, 2003. — ISBN 966-95066-4-10.
- Число 14. — Львів, 2004. — 328 с. Володимир Вуйцик. Вибрані праці. — ISBN 966-95066-4-13.
- Число 15. — Львів, 2005. — ISBN 966-95066-4-14.
- Число 16. — Львів, 2006. — ISBN 966-95066-4-15.
- Число 17. — Львів, 2007. — 215 с. — ISBN 966-95066-4-16.
- Число 18. — Львів, 2008. — 326 с. — ISBN 966-95066-4-16.
- Число 19. — Львів, 2009. — 240 с. — ISBN 966-95066-4-16.

### Публікації
- Наталія Сліпченко, Іван Могитич Проблема збереження дерев'яних храмів в Україні // Вісник Укрзахідпроектреставрація». — число 15. — 2005.

## Адреса
Пл. Соборна, 3-а, Львів, Україна, 79008

## Приклади реставрації пам'яток

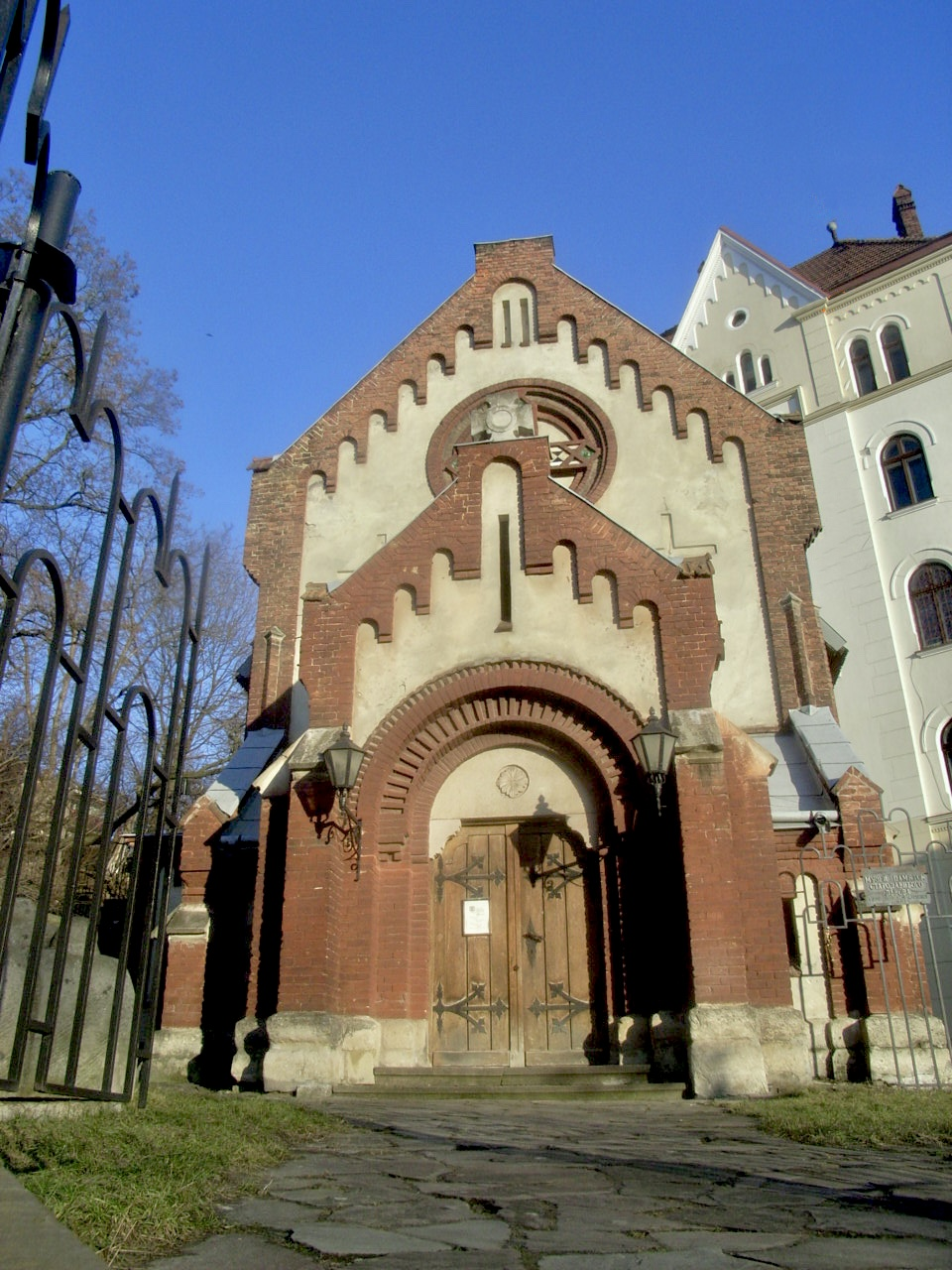
Костел святого Івана Хрестителя (Львів)
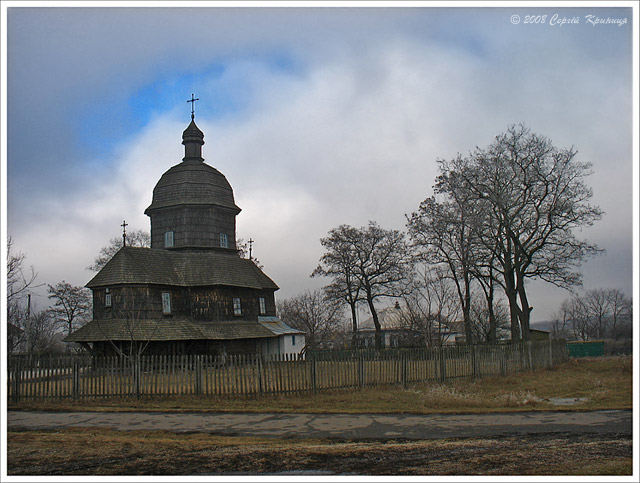
Свято-Троїцька церква (Драбівці)
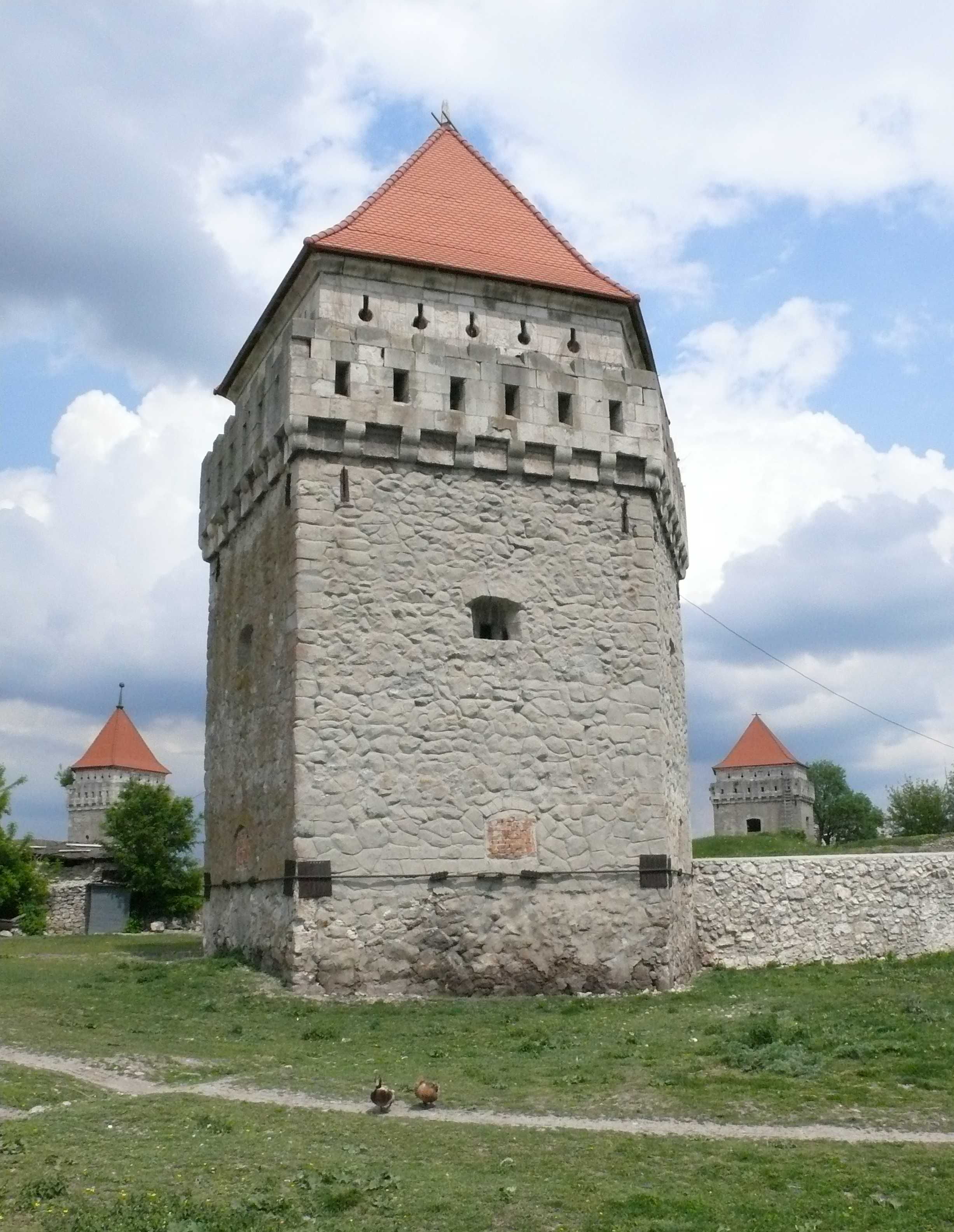
Збаразький районний краєзнавчий музей
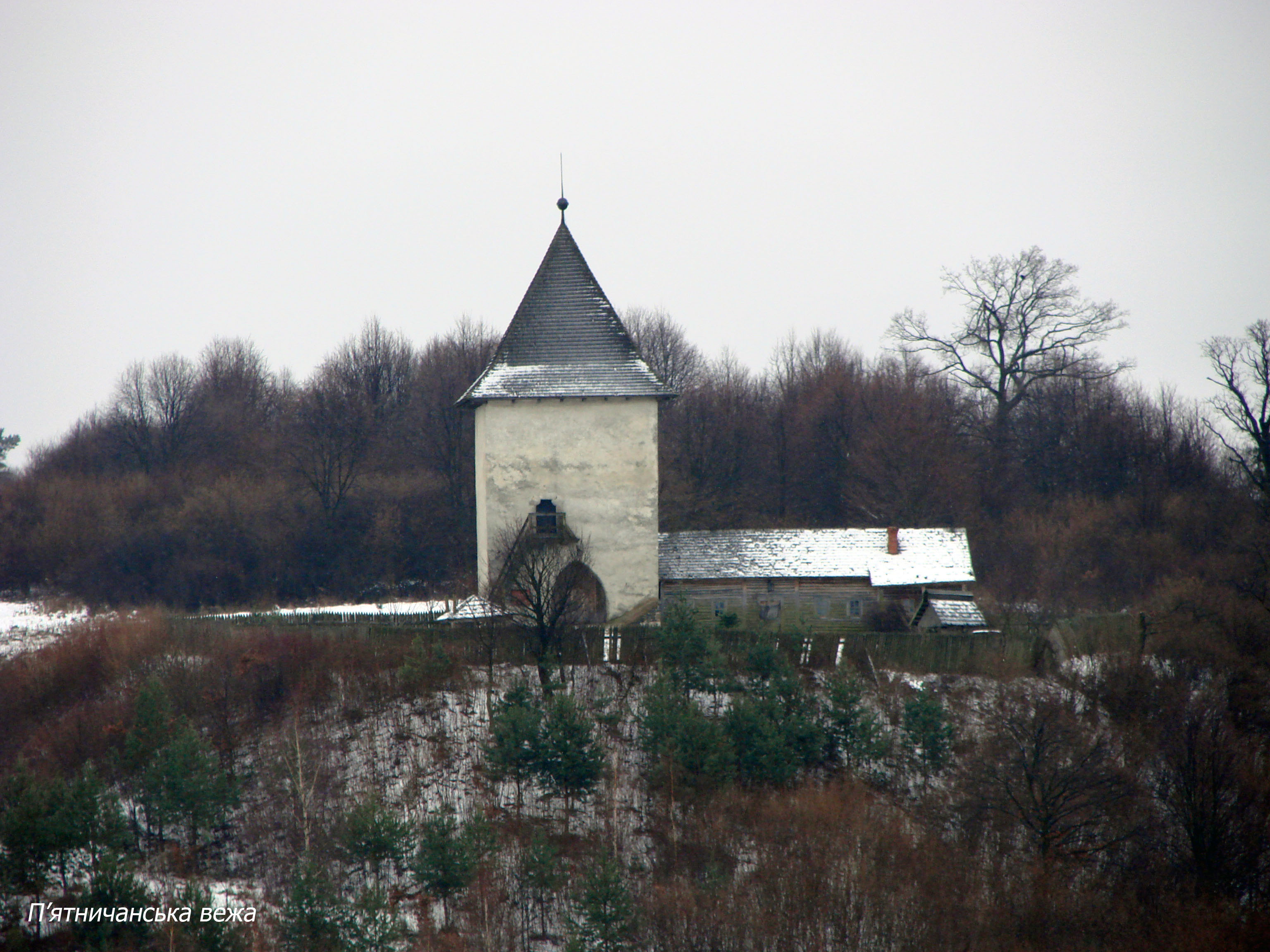
П'ятничанська вежа